# Diocesi di Tolemaide di Fenicia
La diocesi di Tolemaide di Fenicia (in latino Dioecesis Ptolemaidensis in Phoenicia) è una sede soppressa e sede titolare della Chiesa cattolica.
Nel corso della sua lunghissima storia, la città assunse nomi diversi: Accho in epoca biblica, Tolemaide in epoca ellenistica, romana e bizantina, San Giovanni d'Acri nel Medioevo. Corrisponde all'odierna città israeliana di Acri.

## Storia
Tolemaide di Fenicia è stata una sede episcopale della provincia romana della Fenicia Prima, nella diocesi civile di Oriente. Faceva parte del patriarcato di Antiochia ed era suffraganea dell'arcidiocesi di Tiro, come attestato da una Notitia episcopatuum del VI secolo.
L'introduzione del cristianesimo a Tolemaide risale all'epoca apostolica. L'apostolo san Paolo, di ritorno dal suo viaggio in Macedonia, in Acaia e in Asia, sbarcò a Tiro e da lì raggiunse Tolemaide, dove restò alcuni giorni con la locale comunità cristiana (Atti 21,7).
Il primo vescovo conosciuto è Claro, che verso il 190 partecipò ad un concilio che vide riuniti alcuni vescovi di Fenicia e di Palestina per trattare la questione della data della festa pasquale. Bisogna però risalire al IV secolo per ritrovare il successivo vescovo, Enea, che prese parte al primo concilio di Nicea nel 325 e al sinodo celebrato ad Antiochia nel 341. Nectabo fu tra i padri del primo concilio ecumenico di Costantinopoli nel 381. Tra IV e V secolo visse il vescovo Antioco, avversario di Giovanni Crisostomo. Elladio partecipò al concilio di Efeso nel 431. Paolo prese parte al concilio indetto ad Antiochia del 445 per giudicare l'operato di Atanasio di Perre e al concilio di Calcedonia del 451. Il nome di Paolo si trova anche fra i destinatari della lettera dell'imperatore Leone indirizzata ai vescovi della Fenicia Prima nel 458; si tratta probabilmente del vescovo di Tolemaide, anche se non firmò la lettera di risposta dei vescovi della sua provincia.
Il nome di Fotino è documentato da un'iscrizione, datata al 485/6 e trovata tra i resti di una chiesa bizantina nel sito di Shavei Tzion. Giovanni prese parte al concilio provinciale, presieduto dal metropolita Epifanio di Tiro il 16 settembre 518, contro Severo di Antiochia e il partito monofisita, e ne sottoscrisse la lettera sinodale. Infine, ultimo vescovo conosciuto è Giorgio, che partecipò al secondo concilio di Costantinopoli del 553. La sigillografia ha restituito il nome del vescovo Giovanni, il cui sigillo è datato all'XI secolo, indizio che in quest'epoca esisteva ancora una sede greca nella città.
A Khorbat Bata (località della città di Karmiel), nel nord d'Israele, è stata scoperta un'iscrizione, databile all'anno 526/527, con l'indicazione della costruzione di una chiesa, avvenuta al tempo del vescovo Stefano. Poiché resta ancora incerta a quale diocesi antica appartenesse Khorbat Bata, questo vescovo è assegnato o alla diocesi di Diocesarea di Palestina o alla diocesi di Tolemaide di Fenicia.
Con la conquista dei Crociati nel XII secolo, la città, chiamata San Giovanni d'Acri, entrò a far parte del regno di Gerusalemme e contestualmente venne eretta una diocesi di rito latino, con sede nella cattedrale della Santa Croce. Contro la prassi e la tradizione ecclesiastica orientale, i Crociati sottrassero la diocesi, assieme ad altre della Fenicia meridionale, al patriarcato di Antiochia, per sottometterla a quello di Gerusalemme.
Dopo la caduta di Gerusalemme nel 1187, la sede del patriarca fu trasferita momentaneamente a Tiro e poi a San Giovanni d'Acri nel 1191; il patriarca tornò a Gerusalemme nel 1229, quando la città fu restituita ai Crociati, poi di nuovo a San Giovanni d'Acri nel 1244. San Giovanni d'Acri ebbe un suo vescovo fino al 1263, quando i patriarchi di Gerusalemme la ressero in amministrazione fino alla caduta della città in mano ai musulmani nel 1291. Il più noto vescovo di San Giovanni d'Acri fu il cronachista Jacques de Vitry.
Dal XIV secolo Tolemaide di Fenicia è annoverata tra le sedi vescovili titolari della Chiesa cattolica; fino a metà dell'Ottocento essa aveva il nome Aconensis o Acconensis. La sede è vacante dal 12 settembre 1988.

## Cronotassi

### Vescovi di Tolemaide
- Claro † (fine del II secolo)
- Enea † (prima del 325 - dopo il 341)
- Nectabo o Nestabo[3] † (menzionato nel 381)
- Antioco † (inizio V secolo)
- Elladio † (menzionato nel 431)
- Paolo † (prima del 445 - dopo il 458)
- Fotino † (menzionato nel 485/6)
- Giovanni I † (menzionato nel 518)
- Stefano ? † (menzionato nel 526/527)
- Giorgio ? † (menzionato nel 553)[6]
- Giovanni II † (XI secolo)

### Vescovi di San Giovanni d'Acri
- Giovanni † (prima del 1133 - dopo il 1135)
- Rorgo † (prima del 1144 circa - dopo il 1148)[10]
- Federico † (prima del 1050 - 1163 nominato arcivescovo di Tiro)
- Guglielmo † (circa 1163 - 30 maggio 1171 deceduto)
- Ioscio † (23 novembre 1171 - circa 1186 nominato arcivescovo di Tiro)
- Ruffino † (? - 4 luglio 1187 deceduto)[11]
- Anonimo † (? - 1190 deceduto)
- Teobaldo † (prima del febbraio 1191 - dopo il 1199)
- Giovanni di Noyon †[12] (menzionato nel 1202/1204)
- Florent † (circa 1208)[13]
- Jacques de Vitry † (31 luglio 1216 - 1228 nominato cardinale vescovo di Tuscolo)
- Giovanni de Provino † (prima di giugno 1228 - dopo febbraio 1233 deceduto)
- Rodolfo (o Raul) † (prima del luglio 1235 - dopo il 3 aprile 1245)
- Gualtiero † (prima del 1248 - 1253 deceduto)
- Florent † (21 gennaio 1255 - 28 novembre 1262 nominato arcivescovo di Arles)
  - Sede amministrata dai patriarchi di Gerusalemme (1263-1291)

### Vescovi titolariAcconensis
- Nicola di Arlon, O.Carm. † (27 giugno 1344 - 1392 deceduto)
- Gualtiero, O.F.M. † (1392 - ?)
- Ludovico † (? deceduto)
- Rodrigo Alvaro, O.P. † (6 giugno 1397 - ?)
- Frédéric de Mulhouse, O.E.S.A. † (3 marzo 1399 - 1400 dimesso)
- Giovanni Riccardo Blunt de Helde, O.F.M. † (11 giugno 1400 - ?)
- Matteo de Luca, O.Cist. † (5 dicembre 1403 - ?)
- Teodorico, O.P. † (? deceduto)
- Hermann, O.F.M. † (6 marzo 1415 - 8 settembre 1450 deceduto)
- Antonio † (? deceduto)
- Oddone Garnerii, O.P. † (19 gennaio 1422 - ?)
- Johannes Goldener, O.E.S.A. † (14 gennaio 1451 - 25 aprile 1475)[14]
- Isidoro † (? deceduto)
- Enrico de Albertis † (2 marzo 1459 - 19 ottobre 1461 nominato vescovo di Nizza)
- Raimondo de Rota, O.P. † (6 novembre 1461 - ?)
- Arnaldo di Cambera, O.P. † (9 maggio 1491 - ?)
- Martin von Fürstenwalde, O.P. † (26 novembre 1503 - ?)
- Alberto Polonus, O.P. † (1513 - ?)
- Heinrich Leucker, O.P. † (18 dicembre 1514 - ?)
- Bernard von Sachsen, O.Cist. † (23 marzo 1519 - dopo il 1536 deceduto)
- Michael de Vehe, O.P. † (21 febbraio 1539 - 1539 deceduto)
- Johannes Monsaugis, O.P. † (29 ottobre 1539 - ?)
- Johannes Kridt † (19 marzo 1550 - ?)
- Gerolamo † (dopo il 1574 - ? deceduto)
- Angelo di Grado, O.F.M.Conv. † (17 ottobre 1588 - 28 marzo 1620 deceduto)
- Nikolaus Arresdorf, O.F.M.Conv. † (27 novembre 1592 - 28 marzo 1620 deceduto)
- Johann Nikolaus Claessens † (8 agosto 1622 - 1º aprile 1650 deceduto)
- Giovanni Battista de Righis, O.P. † (12 dicembre 1672 - ?)
- Thomas Joseph Talbot † (26 febbraio 1766 - 24 febbraio 1795 deceduto)
- Pietro Leopardi † (31 marzo 1806 - 17 luglio 1807 deceduto)
- Maciej Paweł Możdżeniewski † (10 luglio 1815 - 5 aprile 1819 deceduto)
- Pietro Gravina Luzzena † (11 luglio 1836 - ?)
- San Marie-Nicolas-Antoine Daveluy, M.E.P. † (13 novembre 1855 - 30 marzo 1866 deceduto)

### Vescovi titolariPtolemaidensis in Phoenicia
- Luiz de Castro Pereira, C.S.I. † (29 ottobre 1804 - 1º agosto 1822 deceduto)
- Giovanni Antonio Balma, O.M.V. † (5 settembre 1848 - 27 ottobre 1871 nominato arcivescovo di Cagliari)[15]
- Carmelo Pascucci † (27 ottobre 1871 - 22 aprile 1874 deceduto)[16]
- Cassien-Léonard de Peretti † (31 marzo 1875 - 22 febbraio 1892 deceduto)[17]
- José Marcondes Homem de Melo † (6 dicembre 1906 - 9 agosto 1908 nominato vescovo di São Carlos do Pinhal)
- Augustin Dontenwill, O.M.I. † (29 gennaio 1909 - 30 novembre 1931 deceduto)
- Louis-Eugène-Arsène Turquetil, O.M.I. † (15 dicembre 1931 - 14 giugno 1955 deceduto)
- Edmundo Luís Kunz † (1º agosto 1955 - 12 settembre 1988 deceduto)